# Left Bank
Linkeroever, nom du quartier d'Anvers qui a donné son nom au film (titre originel)
Pour plus de détails, voir Fiche technique et Distribution.
Left Bank (titre original : Linkeroever) est un film fantastique d'horreur belge coécrit et réalisé par Pieter Van Hees et sorti en 2008.

## Synopsis
Bob, un archer (Schoenaerts) et Marie, une jeune athlète (Kuppens), entament une relation. Dès son emménagement dans l'appartement de ce dernier sur la rive gauche (Linkeroever) d'Anvers, Marie est victime de modifications physiques, apparemment liées au caractère maléfique du lieu...

## Fiche technique
- Titre original : Linkeroever
- Titre français : Left Bank
- Réalisation : Pieter Van Hees
- Scénario : Christophe Dirickx, Dimitri Karakatsanis et Pieter Van Hees
- Direction artistique : Johan Van Essche
- Décors :
- Costumes : Judith van Herck
- Photographie : Nicolas Karakatsanis
- Son :
- Montage : Nico Leunen
- Musique :
- Production : Bert Hamelinck, Kato Maes et Frank Van Passel
- Société de production : Caviar Films
- Société de distribution :  Kinepolis Film Distribution
- Pays d’origine :  Belgique
- Langue : Néerlandais
- Format : Couleurs - 35mm - 2.35:1 - Son Dolby numérique
- Genre : Film fantastique d'horreur
- Durée : 102 minutes
- Date de sortie : 
  -  Belgique : 26 mars 2008

## Distribution
- Matthias Schoenaerts (VF : Bruno Mullenaerts)  : Bob
- Eline Kuppens : Marie
- Sien Eggers : Bieke
- Marilou Mermans
- Frank Vercruyssen
- Tom Dewispelaere : Dirk